# Morianerna
Morianerna är en svensk dramafilm från 1965 i regi av Arne Mattsson.

## Om filmen
Filmen premiärvisades 16 augusti 1965 på biograf Saga i Stockholm. Inspelningen utfördes i MAE-ateljéerna i Nacka med exteriörer från Ulriksdal i Solna och Strandvägen, Strömbron och Lärkstaden i Stockholm av Max Wilén. Som förlaga har man Jan Ekströms detektivroman Morianerna som utgavs 1964. Vid lanseringen i Storbritannien klippte den brittiska filmcensuren bort c:a två minuter av filmens våldtäktsscen mellan Heinz Hopf och Lotte Tarp.

## Roller i urval
- Anders Henrikson - Verner Vade, direktör
- Eva Dahlbeck - Anna Vade, hans hustru
- Heinz Hopf - Boris, Annas systerson
- Elsa Prawitz - Agda Ahlgren, Annas syster
- Erik Hell - Ragnar Synnéus, arkitekt, Annas älskare
- Ove Tjernberg - Bengt Ahlgren, Agdas man, Vades advokat
- Tor Isedal - Valter Velin
- Olle Andersson - kriminalassistent Bertil Durell
- Lotte Tarp - Rita, hembiträde hos Vades
- Ella Henrikson - Monica Vade, Verners och Annas dotter
- Walter Norman - Jonas Kellen, Monicas fästman
- Elisabeth Odén - fröken Nilsson, Vades sekreterare
- Hans Bendrik - kriminalassistent Ljungberg
- Julia Cæsar - en äldre dam
- Ann Torstenson[1] - Lisa, 8 år, Bengts och Agdas dotter
- Rebar Andersson - en yngre man

## Musik i filmen
- Haderittan satt på taket

## DVD
Filmen gavs ut på DVD 2007.